# Piraattiran
De piraattiran (Legatus leucophaius) is een zangvogel uit de familie Tyrannidae (tirannen).

## Verspreiding en leefgebied
Deze soort komt wijdverspreid voor in Midden- en Zuid-Amerika en telt twee ondersoorten:
- L. l. variegatus: van zuidoostelijk Mexico tot Honduras.
- L. l. leucophaius: van Nicaragua tot zuidelijk Brazilië en noordelijk Argentinië, en ook op Trinidad.

## Status
De grootte van de populatie is in 2019 geschat op 5-50 miljoen volwassen vogels. Op de Rode lijst van de IUCN heeft deze soort de status niet bedreigd.